# Eslava
Eslava település Spanyolországban, Navarra autonóm közösségben. Eslava Lerga, Ujué, Gallipienzo-Galipentzu, Leoz és Ezprogui községekkel határos. Lakosainak száma 106 fő (2024).

## Népesség
A település népessége az elmúlt években az alábbi módon változott:
| Lakosok száma | 169  | 158  | 154  | 138  | 128  | 127  | 120  | 111  | 106  | 106  |
|               | 2001 | 2004 | 2006 | 2009 | 2011 | 2014 | 2016 | 2019 | 2021 | 2024 |